# 索卡

索卡（西班牙語：Municipio de Soca），是烏拉圭的城鎮，位於該國南部，由卡內洛內斯省負責管轄，面積493平方公里，主要經濟活動是畜牧業，2004年人口3,829，人口密度每平方公里7.77人。